# لیلا تورانی
لیلا تورانی (مجاری: Lilla Turányi؛ زادهٔ ۲۰ دسامبر ۱۹۹۸) بازیکن فوتبال اهل مجارستان است.
وی همچنین در تیم ملی فوتبال زنان مجارستان بازی کرده‌است.